# Ottenkirche
Die Ottenkirche war ein von 1346 bis 1575 bestehendes Kirchengebäude in Stettin. Sie war dem Heiligen Otto von Bamberg, dem Apostel der Pommern, geweiht. An der Ottenkirche bestand von 1346 bis 1541 ein Kollegiatstift, das Ottenkapitel. 

## Baugeschichte
Die Ottenkirche wurde von 1346 bis 1347 errichtet. Nach einem Streit zwischen der Stadt Stettin und Herzog Barnim III. (1303–1368) hatte sich die Stadt verpflichten müssen, dem Herzog in Stettin ein steinernes Haus, ein steinernes Kirchengebäude und eine Umfassungsmauer zu errichten. Dieses Kirchengebäude wurde dem Heiligen Otto von Bamberg, dem Apostel der Pommern, geweiht.
Das Gebäude war eine dreischiffige Hallenkirche. Der im Osten gelegene Chor blieb unvollendet. Zum Kirchengebäude gehörte ursprünglich ein Westturm, der jedoch 1500 wegen Baufälligkeit abgerissen und durch einen hölzernen Glockenstuhl ersetzt wurde. Das Gebäude hatte einen Dachreiter. 
Die Ottenkirche wurde, begünstigt auch durch ihre räumliche Nähe zum Stettiner Schloss, die Hofkirche der pommerschen Herzöge. In der Ottenkirche befand sich eine Fürstengruft, die Grablege zahlreicher pommerscher Herzöge aus dem Greifenhaus.
Als Herzog Barnim IX. um 1538 das Stettiner Schloss ausbauen ließ, wurde bereits an einen Abriss der Ottenkirche gedacht. Jedoch wurde sie 1538 zunächst noch erneuert. Herzog Johann Friedrich jedoch ließ um 1575 das Stettiner Schloss erneut gründlich umbauen. Im Jahre 1575 wurde die Ottenkirche dann abgerissen. Sie wurde ersetzt durch die neue Schlosskirche zu Stettin, in die auch die Grablege der pommerschen Herzöge integriert wurde.

## Ottenkapitel
Im Zuge der Errichtung der Ottenkirche gründete Herzog Barnim III. 1346 an der Kirche ein Kollegiatstift, das Ottenkapitel, auch Ottenstift genannt. Dieses bestand aus einem Vizedekan und acht Domherren. Das Ottenkapitel und das an der Marienkirche bestehende Marienstift wurden zu den bedeutendsten und reichsten geistlichen Körperschaften Stettins. Ihr Reichtum wurde auch durch die ihnen eingeräumte Steuerfreiheit begünstigt. 
Das Ottenkapitel wurde 1541, einige Jahre nach der Einführung der Reformation, aufgehoben. Die Vermögen des Ottenkapitels und des bisherigen Marienstifts wurden zu einer neuen Stiftung vereinigt, die 1543 in Stettin ein Fürstliches Pädagogium gründete, das sich zu dem angesehenen Marienstiftsgymnasium entwickelte.